# Canoa/kayak ai XVII Giochi del Mediterraneo - K2 1000 metri maschile
Le gare di canoa/kayak nella categoria K2 1000 metri maschile si sono tenute il 28 giugno 2013 alla Seyhan Baraj Gölü di Adana.

## Calendario
Fuso orario EET (UTC+3).
| Data      | Ora   | Turno  |
| --------- | ----- | ------ |
| 28 giugno | 09:40 | Finale |

## Risultati
Le 7 canoe disputano direttamente la finale

### Finale
| Pos. | Atleta                                       | Nazionalità | Tempo    | Corsia |
| ---- | -------------------------------------------- | ----------- | -------- | ------ |
|      | Nicola Ripamonti & Albino Battelli           | Italia      | 3'19"710 | 3      |
|      | Ervin Holpert & Dejan Terzić                 | Serbia      | 3'24"227 | 6      |
|      | Emilio Llamedo & Diego Cosgaya               | Spagna      | 3'25"692 | 4      |
| 4    | Engin Erkan & Öztürk Kuru                    | Turchia     | 3'29"219 | 5      |
| 5    | Michail Papasavvas & Apostolos Papandreou    | Grecia      | 3'39"243 | 7      |
| 6    | Konstantinos Konstantinou & Ioannis Odysseos | Cipro       | 3'44"703 | 1      |
| 7    | Ahmed Abdel Gawad & Mostafa Mansour          | Egitto      | 4'00"075 | 2      |